# Großer Krottenkopf
Großer Krottenkopf (2656 m n. m.) je nejvyšší hora Algavských Alp. Nachází se na území okresu Reutte v rakouské spolkové zemi Tyrolsko asi 6 km severozápadně od vesnice Elbigenalp. Jako první vystoupil na vrchol v roce 1854 doktor Gümbel. Horu je možné zdolat buď od chaty Kemptner Hütte (1846 m) nebo od chaty Bernhardseck Hütte (1802 m).